# Pecos Kanvas
Hernán Jesús González, (Caracas, Venezuela; 11 de noviembre de 1953 - Caracas, Venezuela; 2 de junio de 2008), conocido por su nombre artístico Pecos Kanvas, fue un cantautor venezolano de merengue, lambada y baladas románticas.

## Biografía
A los 15 años participaba en coros juveniles eclesiásticos y posteriormente comienza en el Show de Alfredo Ledezma y el grupo Escena. Cuatro años después, Rudy Márquez le dio el nombre artístico que usó durante toda su vida. Trabajó componiendo temas de telenovelas de RCTV, logrando hacerse famoso cuando lanza "Tu Cariño Se Me Va".
Luego estuvo 12 años en Venevisión donde salía en el programa Sábado Sensacional como apadrinado de Amador Bendayán, además de seguir componiendo canciones para las telenovelas del canal.
Aunque Kanvas interpretó temas con mensajes de protesta; fue en el género de la balada romántica con el que obtuvo éxitos durante los 70's y comienzo de los 80's. Uno de sus temas más famosos fue Entrégate, de la telenovela Emilia, pero se retiraría temporalmente en 1987. Reaparece en el año 90, tras tres años de retiro, con una versión que abordó el estilo lambada, el tema "Tesoro Mío".
En 1991 sacó "Mar Y Luna", disco que se orientó hacia el género de la tecnolambada con canciones como "Mar Y Luna" y "Todo El Mundo Necesita Amor". Durante su carrera obtuvo 14 discos de platino.
Antes de fallecer tenía planificado realizar un concierto el 13 y 14 de julio del mismo año en República Dominicana.

## Fallecimiento
Falleció a la edad de 54 años a consecuencia de un paro cardiorrespiratorio el 2 de junio de 2008 en el Hospital General Dr. José Gregorio Hernández de Catia, parroquia Sucre a las 9:30 a. m..

## Discografía
- Márchate (1972)
- Pecos Kanvas (1974)
- Déjame/dulce sentimiento (1975)
- Ámame... Me gusta amanecer en ti (1978)
- ...Entrégate (1979)
- Casi amantes, casi amigos (1980)
- Tan adentro de mi alma (1981)
- Qué quieres de mí... (1982)
- Fiel (1983)
- Tu amigo de siempre (1984)
- Con el permiso de mi sentimiento (1985)
- Después de la noche (1987)
- Tesoro mío (1990)
- Mar y luna (1991)
- Vuelve de nuevo (1993)
- Lo mejor de Pecos Kanvas (1996)
- Colección de oro (2005)
- 40 años/40 éxitos (2007)